# Phyllanthus nyikae
Phyllanthus nyikae är en emblikaväxtart som beskrevs av Radcl.-sm.. Phyllanthus nyikae ingår i släktet Phyllanthus och familjen emblikaväxter.
Artens utbredningsområde är Malawi. Inga underarter finns listade i Catalogue of Life.